# Frostius
Frostius é um gênero de anfíbios da família Bufonidae. São endêmicos da região Nordeste do Brasil
As seguintes espécies são reconhecidas:
- Frostius erythrophthalmus Pimenta & Caramaschi, 2007
- Frostius pernambucensis Bokermann, 1962